# Hastings (turniej szachowy)
|   | a | b | c | d | e | f | g | h |   |
| 8 | a8 – Czarna wieża · b8 – Czarny skoczek · c8 – Czarny goniec · e8 – Czarny król · f8 – Czarny goniec · h8 – Czarna wieża · a7 – Czarny pionek · b7 – Czarny pionek · f7 – Czarny pionek · g7 – Czarny pionek · c6 – Czarny pionek · e6 – Czarny pionek · f6 – Czarny hetman · h6 – Czarny pionek · d5 – Czarny pionek · c4 – Biały pionek · d4 – Biały pionek · b3 – Biały hetman · c3 – Biały skoczek · f3 – Biały skoczek · a2 – Biały pionek · b2 – Biały pionek · e2 – Biały pionek · f2 – Biały pionek · g2 – Biały pionek · h2 – Biały pionek · a1 – Biała wieża · e1 – Biały król · f1 – Biały goniec · h1 – Biała wieża | a8 – Czarna wieża · b8 – Czarny skoczek · c8 – Czarny goniec · e8 – Czarny król · f8 – Czarny goniec · h8 – Czarna wieża · a7 – Czarny pionek · b7 – Czarny pionek · f7 – Czarny pionek · g7 – Czarny pionek · c6 – Czarny pionek · e6 – Czarny pionek · f6 – Czarny hetman · h6 – Czarny pionek · d5 – Czarny pionek · c4 – Biały pionek · d4 – Biały pionek · b3 – Biały hetman · c3 – Biały skoczek · f3 – Biały skoczek · a2 – Biały pionek · b2 – Biały pionek · e2 – Biały pionek · f2 – Biały pionek · g2 – Biały pionek · h2 – Biały pionek · a1 – Biała wieża · e1 – Biały król · f1 – Biały goniec · h1 – Biała wieża | a8 – Czarna wieża · b8 – Czarny skoczek · c8 – Czarny goniec · e8 – Czarny król · f8 – Czarny goniec · h8 – Czarna wieża · a7 – Czarny pionek · b7 – Czarny pionek · f7 – Czarny pionek · g7 – Czarny pionek · c6 – Czarny pionek · e6 – Czarny pionek · f6 – Czarny hetman · h6 – Czarny pionek · d5 – Czarny pionek · c4 – Biały pionek · d4 – Biały pionek · b3 – Biały hetman · c3 – Biały skoczek · f3 – Biały skoczek · a2 – Biały pionek · b2 – Biały pionek · e2 – Biały pionek · f2 – Biały pionek · g2 – Biały pionek · h2 – Biały pionek · a1 – Biała wieża · e1 – Biały król · f1 – Biały goniec · h1 – Biała wieża | a8 – Czarna wieża · b8 – Czarny skoczek · c8 – Czarny goniec · e8 – Czarny król · f8 – Czarny goniec · h8 – Czarna wieża · a7 – Czarny pionek · b7 – Czarny pionek · f7 – Czarny pionek · g7 – Czarny pionek · c6 – Czarny pionek · e6 – Czarny pionek · f6 – Czarny hetman · h6 – Czarny pionek · d5 – Czarny pionek · c4 – Biały pionek · d4 – Biały pionek · b3 – Biały hetman · c3 – Biały skoczek · f3 – Biały skoczek · a2 – Biały pionek · b2 – Biały pionek · e2 – Biały pionek · f2 – Biały pionek · g2 – Biały pionek · h2 – Biały pionek · a1 – Biała wieża · e1 – Biały król · f1 – Biały goniec · h1 – Biała wieża | a8 – Czarna wieża · b8 – Czarny skoczek · c8 – Czarny goniec · e8 – Czarny król · f8 – Czarny goniec · h8 – Czarna wieża · a7 – Czarny pionek · b7 – Czarny pionek · f7 – Czarny pionek · g7 – Czarny pionek · c6 – Czarny pionek · e6 – Czarny pionek · f6 – Czarny hetman · h6 – Czarny pionek · d5 – Czarny pionek · c4 – Biały pionek · d4 – Biały pionek · b3 – Biały hetman · c3 – Biały skoczek · f3 – Biały skoczek · a2 – Biały pionek · b2 – Biały pionek · e2 – Biały pionek · f2 – Biały pionek · g2 – Biały pionek · h2 – Biały pionek · a1 – Biała wieża · e1 – Biały król · f1 – Biały goniec · h1 – Biała wieża | a8 – Czarna wieża · b8 – Czarny skoczek · c8 – Czarny goniec · e8 – Czarny król · f8 – Czarny goniec · h8 – Czarna wieża · a7 – Czarny pionek · b7 – Czarny pionek · f7 – Czarny pionek · g7 – Czarny pionek · c6 – Czarny pionek · e6 – Czarny pionek · f6 – Czarny hetman · h6 – Czarny pionek · d5 – Czarny pionek · c4 – Biały pionek · d4 – Biały pionek · b3 – Biały hetman · c3 – Biały skoczek · f3 – Biały skoczek · a2 – Biały pionek · b2 – Biały pionek · e2 – Biały pionek · f2 – Biały pionek · g2 – Biały pionek · h2 – Biały pionek · a1 – Biała wieża · e1 – Biały król · f1 – Biały goniec · h1 – Biała wieża | a8 – Czarna wieża · b8 – Czarny skoczek · c8 – Czarny goniec · e8 – Czarny król · f8 – Czarny goniec · h8 – Czarna wieża · a7 – Czarny pionek · b7 – Czarny pionek · f7 – Czarny pionek · g7 – Czarny pionek · c6 – Czarny pionek · e6 – Czarny pionek · f6 – Czarny hetman · h6 – Czarny pionek · d5 – Czarny pionek · c4 – Biały pionek · d4 – Biały pionek · b3 – Biały hetman · c3 – Biały skoczek · f3 – Biały skoczek · a2 – Biały pionek · b2 – Biały pionek · e2 – Biały pionek · f2 – Biały pionek · g2 – Biały pionek · h2 – Biały pionek · a1 – Biała wieża · e1 – Biały król · f1 – Biały goniec · h1 – Biała wieża | a8 – Czarna wieża · b8 – Czarny skoczek · c8 – Czarny goniec · e8 – Czarny król · f8 – Czarny goniec · h8 – Czarna wieża · a7 – Czarny pionek · b7 – Czarny pionek · f7 – Czarny pionek · g7 – Czarny pionek · c6 – Czarny pionek · e6 – Czarny pionek · f6 – Czarny hetman · h6 – Czarny pionek · d5 – Czarny pionek · c4 – Biały pionek · d4 – Biały pionek · b3 – Biały hetman · c3 – Biały skoczek · f3 – Biały skoczek · a2 – Biały pionek · b2 – Biały pionek · e2 – Biały pionek · f2 – Biały pionek · g2 – Biały pionek · h2 – Biały pionek · a1 – Biała wieża · e1 – Biały król · f1 – Biały goniec · h1 – Biała wieża | 8 |
| 7 | a8 – Czarna wieża · b8 – Czarny skoczek · c8 – Czarny goniec · e8 – Czarny król · f8 – Czarny goniec · h8 – Czarna wieża · a7 – Czarny pionek · b7 – Czarny pionek · f7 – Czarny pionek · g7 – Czarny pionek · c6 – Czarny pionek · e6 – Czarny pionek · f6 – Czarny hetman · h6 – Czarny pionek · d5 – Czarny pionek · c4 – Biały pionek · d4 – Biały pionek · b3 – Biały hetman · c3 – Biały skoczek · f3 – Biały skoczek · a2 – Biały pionek · b2 – Biały pionek · e2 – Biały pionek · f2 – Biały pionek · g2 – Biały pionek · h2 – Biały pionek · a1 – Biała wieża · e1 – Biały król · f1 – Biały goniec · h1 – Biała wieża | a8 – Czarna wieża · b8 – Czarny skoczek · c8 – Czarny goniec · e8 – Czarny król · f8 – Czarny goniec · h8 – Czarna wieża · a7 – Czarny pionek · b7 – Czarny pionek · f7 – Czarny pionek · g7 – Czarny pionek · c6 – Czarny pionek · e6 – Czarny pionek · f6 – Czarny hetman · h6 – Czarny pionek · d5 – Czarny pionek · c4 – Biały pionek · d4 – Biały pionek · b3 – Biały hetman · c3 – Biały skoczek · f3 – Biały skoczek · a2 – Biały pionek · b2 – Biały pionek · e2 – Biały pionek · f2 – Biały pionek · g2 – Biały pionek · h2 – Biały pionek · a1 – Biała wieża · e1 – Biały król · f1 – Biały goniec · h1 – Biała wieża | a8 – Czarna wieża · b8 – Czarny skoczek · c8 – Czarny goniec · e8 – Czarny król · f8 – Czarny goniec · h8 – Czarna wieża · a7 – Czarny pionek · b7 – Czarny pionek · f7 – Czarny pionek · g7 – Czarny pionek · c6 – Czarny pionek · e6 – Czarny pionek · f6 – Czarny hetman · h6 – Czarny pionek · d5 – Czarny pionek · c4 – Biały pionek · d4 – Biały pionek · b3 – Biały hetman · c3 – Biały skoczek · f3 – Biały skoczek · a2 – Biały pionek · b2 – Biały pionek · e2 – Biały pionek · f2 – Biały pionek · g2 – Biały pionek · h2 – Biały pionek · a1 – Biała wieża · e1 – Biały król · f1 – Biały goniec · h1 – Biała wieża | a8 – Czarna wieża · b8 – Czarny skoczek · c8 – Czarny goniec · e8 – Czarny król · f8 – Czarny goniec · h8 – Czarna wieża · a7 – Czarny pionek · b7 – Czarny pionek · f7 – Czarny pionek · g7 – Czarny pionek · c6 – Czarny pionek · e6 – Czarny pionek · f6 – Czarny hetman · h6 – Czarny pionek · d5 – Czarny pionek · c4 – Biały pionek · d4 – Biały pionek · b3 – Biały hetman · c3 – Biały skoczek · f3 – Biały skoczek · a2 – Biały pionek · b2 – Biały pionek · e2 – Biały pionek · f2 – Biały pionek · g2 – Biały pionek · h2 – Biały pionek · a1 – Biała wieża · e1 – Biały król · f1 – Biały goniec · h1 – Biała wieża | a8 – Czarna wieża · b8 – Czarny skoczek · c8 – Czarny goniec · e8 – Czarny król · f8 – Czarny goniec · h8 – Czarna wieża · a7 – Czarny pionek · b7 – Czarny pionek · f7 – Czarny pionek · g7 – Czarny pionek · c6 – Czarny pionek · e6 – Czarny pionek · f6 – Czarny hetman · h6 – Czarny pionek · d5 – Czarny pionek · c4 – Biały pionek · d4 – Biały pionek · b3 – Biały hetman · c3 – Biały skoczek · f3 – Biały skoczek · a2 – Biały pionek · b2 – Biały pionek · e2 – Biały pionek · f2 – Biały pionek · g2 – Biały pionek · h2 – Biały pionek · a1 – Biała wieża · e1 – Biały król · f1 – Biały goniec · h1 – Biała wieża | a8 – Czarna wieża · b8 – Czarny skoczek · c8 – Czarny goniec · e8 – Czarny król · f8 – Czarny goniec · h8 – Czarna wieża · a7 – Czarny pionek · b7 – Czarny pionek · f7 – Czarny pionek · g7 – Czarny pionek · c6 – Czarny pionek · e6 – Czarny pionek · f6 – Czarny hetman · h6 – Czarny pionek · d5 – Czarny pionek · c4 – Biały pionek · d4 – Biały pionek · b3 – Biały hetman · c3 – Biały skoczek · f3 – Biały skoczek · a2 – Biały pionek · b2 – Biały pionek · e2 – Biały pionek · f2 – Biały pionek · g2 – Biały pionek · h2 – Biały pionek · a1 – Biała wieża · e1 – Biały król · f1 – Biały goniec · h1 – Biała wieża | a8 – Czarna wieża · b8 – Czarny skoczek · c8 – Czarny goniec · e8 – Czarny król · f8 – Czarny goniec · h8 – Czarna wieża · a7 – Czarny pionek · b7 – Czarny pionek · f7 – Czarny pionek · g7 – Czarny pionek · c6 – Czarny pionek · e6 – Czarny pionek · f6 – Czarny hetman · h6 – Czarny pionek · d5 – Czarny pionek · c4 – Biały pionek · d4 – Biały pionek · b3 – Biały hetman · c3 – Biały skoczek · f3 – Biały skoczek · a2 – Biały pionek · b2 – Biały pionek · e2 – Biały pionek · f2 – Biały pionek · g2 – Biały pionek · h2 – Biały pionek · a1 – Biała wieża · e1 – Biały król · f1 – Biały goniec · h1 – Biała wieża | a8 – Czarna wieża · b8 – Czarny skoczek · c8 – Czarny goniec · e8 – Czarny król · f8 – Czarny goniec · h8 – Czarna wieża · a7 – Czarny pionek · b7 – Czarny pionek · f7 – Czarny pionek · g7 – Czarny pionek · c6 – Czarny pionek · e6 – Czarny pionek · f6 – Czarny hetman · h6 – Czarny pionek · d5 – Czarny pionek · c4 – Biały pionek · d4 – Biały pionek · b3 – Biały hetman · c3 – Biały skoczek · f3 – Biały skoczek · a2 – Biały pionek · b2 – Biały pionek · e2 – Biały pionek · f2 – Biały pionek · g2 – Biały pionek · h2 – Biały pionek · a1 – Biała wieża · e1 – Biały król · f1 – Biały goniec · h1 – Biała wieża | 7 |
| 6 | a8 – Czarna wieża · b8 – Czarny skoczek · c8 – Czarny goniec · e8 – Czarny król · f8 – Czarny goniec · h8 – Czarna wieża · a7 – Czarny pionek · b7 – Czarny pionek · f7 – Czarny pionek · g7 – Czarny pionek · c6 – Czarny pionek · e6 – Czarny pionek · f6 – Czarny hetman · h6 – Czarny pionek · d5 – Czarny pionek · c4 – Biały pionek · d4 – Biały pionek · b3 – Biały hetman · c3 – Biały skoczek · f3 – Biały skoczek · a2 – Biały pionek · b2 – Biały pionek · e2 – Biały pionek · f2 – Biały pionek · g2 – Biały pionek · h2 – Biały pionek · a1 – Biała wieża · e1 – Biały król · f1 – Biały goniec · h1 – Biała wieża | a8 – Czarna wieża · b8 – Czarny skoczek · c8 – Czarny goniec · e8 – Czarny król · f8 – Czarny goniec · h8 – Czarna wieża · a7 – Czarny pionek · b7 – Czarny pionek · f7 – Czarny pionek · g7 – Czarny pionek · c6 – Czarny pionek · e6 – Czarny pionek · f6 – Czarny hetman · h6 – Czarny pionek · d5 – Czarny pionek · c4 – Biały pionek · d4 – Biały pionek · b3 – Biały hetman · c3 – Biały skoczek · f3 – Biały skoczek · a2 – Biały pionek · b2 – Biały pionek · e2 – Biały pionek · f2 – Biały pionek · g2 – Biały pionek · h2 – Biały pionek · a1 – Biała wieża · e1 – Biały król · f1 – Biały goniec · h1 – Biała wieża | a8 – Czarna wieża · b8 – Czarny skoczek · c8 – Czarny goniec · e8 – Czarny król · f8 – Czarny goniec · h8 – Czarna wieża · a7 – Czarny pionek · b7 – Czarny pionek · f7 – Czarny pionek · g7 – Czarny pionek · c6 – Czarny pionek · e6 – Czarny pionek · f6 – Czarny hetman · h6 – Czarny pionek · d5 – Czarny pionek · c4 – Biały pionek · d4 – Biały pionek · b3 – Biały hetman · c3 – Biały skoczek · f3 – Biały skoczek · a2 – Biały pionek · b2 – Biały pionek · e2 – Biały pionek · f2 – Biały pionek · g2 – Biały pionek · h2 – Biały pionek · a1 – Biała wieża · e1 – Biały król · f1 – Biały goniec · h1 – Biała wieża | a8 – Czarna wieża · b8 – Czarny skoczek · c8 – Czarny goniec · e8 – Czarny król · f8 – Czarny goniec · h8 – Czarna wieża · a7 – Czarny pionek · b7 – Czarny pionek · f7 – Czarny pionek · g7 – Czarny pionek · c6 – Czarny pionek · e6 – Czarny pionek · f6 – Czarny hetman · h6 – Czarny pionek · d5 – Czarny pionek · c4 – Biały pionek · d4 – Biały pionek · b3 – Biały hetman · c3 – Biały skoczek · f3 – Biały skoczek · a2 – Biały pionek · b2 – Biały pionek · e2 – Biały pionek · f2 – Biały pionek · g2 – Biały pionek · h2 – Biały pionek · a1 – Biała wieża · e1 – Biały król · f1 – Biały goniec · h1 – Biała wieża | a8 – Czarna wieża · b8 – Czarny skoczek · c8 – Czarny goniec · e8 – Czarny król · f8 – Czarny goniec · h8 – Czarna wieża · a7 – Czarny pionek · b7 – Czarny pionek · f7 – Czarny pionek · g7 – Czarny pionek · c6 – Czarny pionek · e6 – Czarny pionek · f6 – Czarny hetman · h6 – Czarny pionek · d5 – Czarny pionek · c4 – Biały pionek · d4 – Biały pionek · b3 – Biały hetman · c3 – Biały skoczek · f3 – Biały skoczek · a2 – Biały pionek · b2 – Biały pionek · e2 – Biały pionek · f2 – Biały pionek · g2 – Biały pionek · h2 – Biały pionek · a1 – Biała wieża · e1 – Biały król · f1 – Biały goniec · h1 – Biała wieża | a8 – Czarna wieża · b8 – Czarny skoczek · c8 – Czarny goniec · e8 – Czarny król · f8 – Czarny goniec · h8 – Czarna wieża · a7 – Czarny pionek · b7 – Czarny pionek · f7 – Czarny pionek · g7 – Czarny pionek · c6 – Czarny pionek · e6 – Czarny pionek · f6 – Czarny hetman · h6 – Czarny pionek · d5 – Czarny pionek · c4 – Biały pionek · d4 – Biały pionek · b3 – Biały hetman · c3 – Biały skoczek · f3 – Biały skoczek · a2 – Biały pionek · b2 – Biały pionek · e2 – Biały pionek · f2 – Biały pionek · g2 – Biały pionek · h2 – Biały pionek · a1 – Biała wieża · e1 – Biały król · f1 – Biały goniec · h1 – Biała wieża | a8 – Czarna wieża · b8 – Czarny skoczek · c8 – Czarny goniec · e8 – Czarny król · f8 – Czarny goniec · h8 – Czarna wieża · a7 – Czarny pionek · b7 – Czarny pionek · f7 – Czarny pionek · g7 – Czarny pionek · c6 – Czarny pionek · e6 – Czarny pionek · f6 – Czarny hetman · h6 – Czarny pionek · d5 – Czarny pionek · c4 – Biały pionek · d4 – Biały pionek · b3 – Biały hetman · c3 – Biały skoczek · f3 – Biały skoczek · a2 – Biały pionek · b2 – Biały pionek · e2 – Biały pionek · f2 – Biały pionek · g2 – Biały pionek · h2 – Biały pionek · a1 – Biała wieża · e1 – Biały król · f1 – Biały goniec · h1 – Biała wieża | a8 – Czarna wieża · b8 – Czarny skoczek · c8 – Czarny goniec · e8 – Czarny król · f8 – Czarny goniec · h8 – Czarna wieża · a7 – Czarny pionek · b7 – Czarny pionek · f7 – Czarny pionek · g7 – Czarny pionek · c6 – Czarny pionek · e6 – Czarny pionek · f6 – Czarny hetman · h6 – Czarny pionek · d5 – Czarny pionek · c4 – Biały pionek · d4 – Biały pionek · b3 – Biały hetman · c3 – Biały skoczek · f3 – Biały skoczek · a2 – Biały pionek · b2 – Biały pionek · e2 – Biały pionek · f2 – Biały pionek · g2 – Biały pionek · h2 – Biały pionek · a1 – Biała wieża · e1 – Biały król · f1 – Biały goniec · h1 – Biała wieża | 6 |
| 5 | a8 – Czarna wieża · b8 – Czarny skoczek · c8 – Czarny goniec · e8 – Czarny król · f8 – Czarny goniec · h8 – Czarna wieża · a7 – Czarny pionek · b7 – Czarny pionek · f7 – Czarny pionek · g7 – Czarny pionek · c6 – Czarny pionek · e6 – Czarny pionek · f6 – Czarny hetman · h6 – Czarny pionek · d5 – Czarny pionek · c4 – Biały pionek · d4 – Biały pionek · b3 – Biały hetman · c3 – Biały skoczek · f3 – Biały skoczek · a2 – Biały pionek · b2 – Biały pionek · e2 – Biały pionek · f2 – Biały pionek · g2 – Biały pionek · h2 – Biały pionek · a1 – Biała wieża · e1 – Biały król · f1 – Biały goniec · h1 – Biała wieża | a8 – Czarna wieża · b8 – Czarny skoczek · c8 – Czarny goniec · e8 – Czarny król · f8 – Czarny goniec · h8 – Czarna wieża · a7 – Czarny pionek · b7 – Czarny pionek · f7 – Czarny pionek · g7 – Czarny pionek · c6 – Czarny pionek · e6 – Czarny pionek · f6 – Czarny hetman · h6 – Czarny pionek · d5 – Czarny pionek · c4 – Biały pionek · d4 – Biały pionek · b3 – Biały hetman · c3 – Biały skoczek · f3 – Biały skoczek · a2 – Biały pionek · b2 – Biały pionek · e2 – Biały pionek · f2 – Biały pionek · g2 – Biały pionek · h2 – Biały pionek · a1 – Biała wieża · e1 – Biały król · f1 – Biały goniec · h1 – Biała wieża | a8 – Czarna wieża · b8 – Czarny skoczek · c8 – Czarny goniec · e8 – Czarny król · f8 – Czarny goniec · h8 – Czarna wieża · a7 – Czarny pionek · b7 – Czarny pionek · f7 – Czarny pionek · g7 – Czarny pionek · c6 – Czarny pionek · e6 – Czarny pionek · f6 – Czarny hetman · h6 – Czarny pionek · d5 – Czarny pionek · c4 – Biały pionek · d4 – Biały pionek · b3 – Biały hetman · c3 – Biały skoczek · f3 – Biały skoczek · a2 – Biały pionek · b2 – Biały pionek · e2 – Biały pionek · f2 – Biały pionek · g2 – Biały pionek · h2 – Biały pionek · a1 – Biała wieża · e1 – Biały król · f1 – Biały goniec · h1 – Biała wieża | a8 – Czarna wieża · b8 – Czarny skoczek · c8 – Czarny goniec · e8 – Czarny król · f8 – Czarny goniec · h8 – Czarna wieża · a7 – Czarny pionek · b7 – Czarny pionek · f7 – Czarny pionek · g7 – Czarny pionek · c6 – Czarny pionek · e6 – Czarny pionek · f6 – Czarny hetman · h6 – Czarny pionek · d5 – Czarny pionek · c4 – Biały pionek · d4 – Biały pionek · b3 – Biały hetman · c3 – Biały skoczek · f3 – Biały skoczek · a2 – Biały pionek · b2 – Biały pionek · e2 – Biały pionek · f2 – Biały pionek · g2 – Biały pionek · h2 – Biały pionek · a1 – Biała wieża · e1 – Biały król · f1 – Biały goniec · h1 – Biała wieża | a8 – Czarna wieża · b8 – Czarny skoczek · c8 – Czarny goniec · e8 – Czarny król · f8 – Czarny goniec · h8 – Czarna wieża · a7 – Czarny pionek · b7 – Czarny pionek · f7 – Czarny pionek · g7 – Czarny pionek · c6 – Czarny pionek · e6 – Czarny pionek · f6 – Czarny hetman · h6 – Czarny pionek · d5 – Czarny pionek · c4 – Biały pionek · d4 – Biały pionek · b3 – Biały hetman · c3 – Biały skoczek · f3 – Biały skoczek · a2 – Biały pionek · b2 – Biały pionek · e2 – Biały pionek · f2 – Biały pionek · g2 – Biały pionek · h2 – Biały pionek · a1 – Biała wieża · e1 – Biały król · f1 – Biały goniec · h1 – Biała wieża | a8 – Czarna wieża · b8 – Czarny skoczek · c8 – Czarny goniec · e8 – Czarny król · f8 – Czarny goniec · h8 – Czarna wieża · a7 – Czarny pionek · b7 – Czarny pionek · f7 – Czarny pionek · g7 – Czarny pionek · c6 – Czarny pionek · e6 – Czarny pionek · f6 – Czarny hetman · h6 – Czarny pionek · d5 – Czarny pionek · c4 – Biały pionek · d4 – Biały pionek · b3 – Biały hetman · c3 – Biały skoczek · f3 – Biały skoczek · a2 – Biały pionek · b2 – Biały pionek · e2 – Biały pionek · f2 – Biały pionek · g2 – Biały pionek · h2 – Biały pionek · a1 – Biała wieża · e1 – Biały król · f1 – Biały goniec · h1 – Biała wieża | a8 – Czarna wieża · b8 – Czarny skoczek · c8 – Czarny goniec · e8 – Czarny król · f8 – Czarny goniec · h8 – Czarna wieża · a7 – Czarny pionek · b7 – Czarny pionek · f7 – Czarny pionek · g7 – Czarny pionek · c6 – Czarny pionek · e6 – Czarny pionek · f6 – Czarny hetman · h6 – Czarny pionek · d5 – Czarny pionek · c4 – Biały pionek · d4 – Biały pionek · b3 – Biały hetman · c3 – Biały skoczek · f3 – Biały skoczek · a2 – Biały pionek · b2 – Biały pionek · e2 – Biały pionek · f2 – Biały pionek · g2 – Biały pionek · h2 – Biały pionek · a1 – Biała wieża · e1 – Biały król · f1 – Biały goniec · h1 – Biała wieża | a8 – Czarna wieża · b8 – Czarny skoczek · c8 – Czarny goniec · e8 – Czarny król · f8 – Czarny goniec · h8 – Czarna wieża · a7 – Czarny pionek · b7 – Czarny pionek · f7 – Czarny pionek · g7 – Czarny pionek · c6 – Czarny pionek · e6 – Czarny pionek · f6 – Czarny hetman · h6 – Czarny pionek · d5 – Czarny pionek · c4 – Biały pionek · d4 – Biały pionek · b3 – Biały hetman · c3 – Biały skoczek · f3 – Biały skoczek · a2 – Biały pionek · b2 – Biały pionek · e2 – Biały pionek · f2 – Biały pionek · g2 – Biały pionek · h2 – Biały pionek · a1 – Biała wieża · e1 – Biały król · f1 – Biały goniec · h1 – Biała wieża | 5 |
| 4 | a8 – Czarna wieża · b8 – Czarny skoczek · c8 – Czarny goniec · e8 – Czarny król · f8 – Czarny goniec · h8 – Czarna wieża · a7 – Czarny pionek · b7 – Czarny pionek · f7 – Czarny pionek · g7 – Czarny pionek · c6 – Czarny pionek · e6 – Czarny pionek · f6 – Czarny hetman · h6 – Czarny pionek · d5 – Czarny pionek · c4 – Biały pionek · d4 – Biały pionek · b3 – Biały hetman · c3 – Biały skoczek · f3 – Biały skoczek · a2 – Biały pionek · b2 – Biały pionek · e2 – Biały pionek · f2 – Biały pionek · g2 – Biały pionek · h2 – Biały pionek · a1 – Biała wieża · e1 – Biały król · f1 – Biały goniec · h1 – Biała wieża | a8 – Czarna wieża · b8 – Czarny skoczek · c8 – Czarny goniec · e8 – Czarny król · f8 – Czarny goniec · h8 – Czarna wieża · a7 – Czarny pionek · b7 – Czarny pionek · f7 – Czarny pionek · g7 – Czarny pionek · c6 – Czarny pionek · e6 – Czarny pionek · f6 – Czarny hetman · h6 – Czarny pionek · d5 – Czarny pionek · c4 – Biały pionek · d4 – Biały pionek · b3 – Biały hetman · c3 – Biały skoczek · f3 – Biały skoczek · a2 – Biały pionek · b2 – Biały pionek · e2 – Biały pionek · f2 – Biały pionek · g2 – Biały pionek · h2 – Biały pionek · a1 – Biała wieża · e1 – Biały król · f1 – Biały goniec · h1 – Biała wieża | a8 – Czarna wieża · b8 – Czarny skoczek · c8 – Czarny goniec · e8 – Czarny król · f8 – Czarny goniec · h8 – Czarna wieża · a7 – Czarny pionek · b7 – Czarny pionek · f7 – Czarny pionek · g7 – Czarny pionek · c6 – Czarny pionek · e6 – Czarny pionek · f6 – Czarny hetman · h6 – Czarny pionek · d5 – Czarny pionek · c4 – Biały pionek · d4 – Biały pionek · b3 – Biały hetman · c3 – Biały skoczek · f3 – Biały skoczek · a2 – Biały pionek · b2 – Biały pionek · e2 – Biały pionek · f2 – Biały pionek · g2 – Biały pionek · h2 – Biały pionek · a1 – Biała wieża · e1 – Biały król · f1 – Biały goniec · h1 – Biała wieża | a8 – Czarna wieża · b8 – Czarny skoczek · c8 – Czarny goniec · e8 – Czarny król · f8 – Czarny goniec · h8 – Czarna wieża · a7 – Czarny pionek · b7 – Czarny pionek · f7 – Czarny pionek · g7 – Czarny pionek · c6 – Czarny pionek · e6 – Czarny pionek · f6 – Czarny hetman · h6 – Czarny pionek · d5 – Czarny pionek · c4 – Biały pionek · d4 – Biały pionek · b3 – Biały hetman · c3 – Biały skoczek · f3 – Biały skoczek · a2 – Biały pionek · b2 – Biały pionek · e2 – Biały pionek · f2 – Biały pionek · g2 – Biały pionek · h2 – Biały pionek · a1 – Biała wieża · e1 – Biały król · f1 – Biały goniec · h1 – Biała wieża | a8 – Czarna wieża · b8 – Czarny skoczek · c8 – Czarny goniec · e8 – Czarny król · f8 – Czarny goniec · h8 – Czarna wieża · a7 – Czarny pionek · b7 – Czarny pionek · f7 – Czarny pionek · g7 – Czarny pionek · c6 – Czarny pionek · e6 – Czarny pionek · f6 – Czarny hetman · h6 – Czarny pionek · d5 – Czarny pionek · c4 – Biały pionek · d4 – Biały pionek · b3 – Biały hetman · c3 – Biały skoczek · f3 – Biały skoczek · a2 – Biały pionek · b2 – Biały pionek · e2 – Biały pionek · f2 – Biały pionek · g2 – Biały pionek · h2 – Biały pionek · a1 – Biała wieża · e1 – Biały król · f1 – Biały goniec · h1 – Biała wieża | a8 – Czarna wieża · b8 – Czarny skoczek · c8 – Czarny goniec · e8 – Czarny król · f8 – Czarny goniec · h8 – Czarna wieża · a7 – Czarny pionek · b7 – Czarny pionek · f7 – Czarny pionek · g7 – Czarny pionek · c6 – Czarny pionek · e6 – Czarny pionek · f6 – Czarny hetman · h6 – Czarny pionek · d5 – Czarny pionek · c4 – Biały pionek · d4 – Biały pionek · b3 – Biały hetman · c3 – Biały skoczek · f3 – Biały skoczek · a2 – Biały pionek · b2 – Biały pionek · e2 – Biały pionek · f2 – Biały pionek · g2 – Biały pionek · h2 – Biały pionek · a1 – Biała wieża · e1 – Biały król · f1 – Biały goniec · h1 – Biała wieża | a8 – Czarna wieża · b8 – Czarny skoczek · c8 – Czarny goniec · e8 – Czarny król · f8 – Czarny goniec · h8 – Czarna wieża · a7 – Czarny pionek · b7 – Czarny pionek · f7 – Czarny pionek · g7 – Czarny pionek · c6 – Czarny pionek · e6 – Czarny pionek · f6 – Czarny hetman · h6 – Czarny pionek · d5 – Czarny pionek · c4 – Biały pionek · d4 – Biały pionek · b3 – Biały hetman · c3 – Biały skoczek · f3 – Biały skoczek · a2 – Biały pionek · b2 – Biały pionek · e2 – Biały pionek · f2 – Biały pionek · g2 – Biały pionek · h2 – Biały pionek · a1 – Biała wieża · e1 – Biały król · f1 – Biały goniec · h1 – Biała wieża | a8 – Czarna wieża · b8 – Czarny skoczek · c8 – Czarny goniec · e8 – Czarny król · f8 – Czarny goniec · h8 – Czarna wieża · a7 – Czarny pionek · b7 – Czarny pionek · f7 – Czarny pionek · g7 – Czarny pionek · c6 – Czarny pionek · e6 – Czarny pionek · f6 – Czarny hetman · h6 – Czarny pionek · d5 – Czarny pionek · c4 – Biały pionek · d4 – Biały pionek · b3 – Biały hetman · c3 – Biały skoczek · f3 – Biały skoczek · a2 – Biały pionek · b2 – Biały pionek · e2 – Biały pionek · f2 – Biały pionek · g2 – Biały pionek · h2 – Biały pionek · a1 – Biała wieża · e1 – Biały król · f1 – Biały goniec · h1 – Biała wieża | 4 |
| 3 | a8 – Czarna wieża · b8 – Czarny skoczek · c8 – Czarny goniec · e8 – Czarny król · f8 – Czarny goniec · h8 – Czarna wieża · a7 – Czarny pionek · b7 – Czarny pionek · f7 – Czarny pionek · g7 – Czarny pionek · c6 – Czarny pionek · e6 – Czarny pionek · f6 – Czarny hetman · h6 – Czarny pionek · d5 – Czarny pionek · c4 – Biały pionek · d4 – Biały pionek · b3 – Biały hetman · c3 – Biały skoczek · f3 – Biały skoczek · a2 – Biały pionek · b2 – Biały pionek · e2 – Biały pionek · f2 – Biały pionek · g2 – Biały pionek · h2 – Biały pionek · a1 – Biała wieża · e1 – Biały król · f1 – Biały goniec · h1 – Biała wieża | a8 – Czarna wieża · b8 – Czarny skoczek · c8 – Czarny goniec · e8 – Czarny król · f8 – Czarny goniec · h8 – Czarna wieża · a7 – Czarny pionek · b7 – Czarny pionek · f7 – Czarny pionek · g7 – Czarny pionek · c6 – Czarny pionek · e6 – Czarny pionek · f6 – Czarny hetman · h6 – Czarny pionek · d5 – Czarny pionek · c4 – Biały pionek · d4 – Biały pionek · b3 – Biały hetman · c3 – Biały skoczek · f3 – Biały skoczek · a2 – Biały pionek · b2 – Biały pionek · e2 – Biały pionek · f2 – Biały pionek · g2 – Biały pionek · h2 – Biały pionek · a1 – Biała wieża · e1 – Biały król · f1 – Biały goniec · h1 – Biała wieża | a8 – Czarna wieża · b8 – Czarny skoczek · c8 – Czarny goniec · e8 – Czarny król · f8 – Czarny goniec · h8 – Czarna wieża · a7 – Czarny pionek · b7 – Czarny pionek · f7 – Czarny pionek · g7 – Czarny pionek · c6 – Czarny pionek · e6 – Czarny pionek · f6 – Czarny hetman · h6 – Czarny pionek · d5 – Czarny pionek · c4 – Biały pionek · d4 – Biały pionek · b3 – Biały hetman · c3 – Biały skoczek · f3 – Biały skoczek · a2 – Biały pionek · b2 – Biały pionek · e2 – Biały pionek · f2 – Biały pionek · g2 – Biały pionek · h2 – Biały pionek · a1 – Biała wieża · e1 – Biały król · f1 – Biały goniec · h1 – Biała wieża | a8 – Czarna wieża · b8 – Czarny skoczek · c8 – Czarny goniec · e8 – Czarny król · f8 – Czarny goniec · h8 – Czarna wieża · a7 – Czarny pionek · b7 – Czarny pionek · f7 – Czarny pionek · g7 – Czarny pionek · c6 – Czarny pionek · e6 – Czarny pionek · f6 – Czarny hetman · h6 – Czarny pionek · d5 – Czarny pionek · c4 – Biały pionek · d4 – Biały pionek · b3 – Biały hetman · c3 – Biały skoczek · f3 – Biały skoczek · a2 – Biały pionek · b2 – Biały pionek · e2 – Biały pionek · f2 – Biały pionek · g2 – Biały pionek · h2 – Biały pionek · a1 – Biała wieża · e1 – Biały król · f1 – Biały goniec · h1 – Biała wieża | a8 – Czarna wieża · b8 – Czarny skoczek · c8 – Czarny goniec · e8 – Czarny król · f8 – Czarny goniec · h8 – Czarna wieża · a7 – Czarny pionek · b7 – Czarny pionek · f7 – Czarny pionek · g7 – Czarny pionek · c6 – Czarny pionek · e6 – Czarny pionek · f6 – Czarny hetman · h6 – Czarny pionek · d5 – Czarny pionek · c4 – Biały pionek · d4 – Biały pionek · b3 – Biały hetman · c3 – Biały skoczek · f3 – Biały skoczek · a2 – Biały pionek · b2 – Biały pionek · e2 – Biały pionek · f2 – Biały pionek · g2 – Biały pionek · h2 – Biały pionek · a1 – Biała wieża · e1 – Biały król · f1 – Biały goniec · h1 – Biała wieża | a8 – Czarna wieża · b8 – Czarny skoczek · c8 – Czarny goniec · e8 – Czarny król · f8 – Czarny goniec · h8 – Czarna wieża · a7 – Czarny pionek · b7 – Czarny pionek · f7 – Czarny pionek · g7 – Czarny pionek · c6 – Czarny pionek · e6 – Czarny pionek · f6 – Czarny hetman · h6 – Czarny pionek · d5 – Czarny pionek · c4 – Biały pionek · d4 – Biały pionek · b3 – Biały hetman · c3 – Biały skoczek · f3 – Biały skoczek · a2 – Biały pionek · b2 – Biały pionek · e2 – Biały pionek · f2 – Biały pionek · g2 – Biały pionek · h2 – Biały pionek · a1 – Biała wieża · e1 – Biały król · f1 – Biały goniec · h1 – Biała wieża | a8 – Czarna wieża · b8 – Czarny skoczek · c8 – Czarny goniec · e8 – Czarny król · f8 – Czarny goniec · h8 – Czarna wieża · a7 – Czarny pionek · b7 – Czarny pionek · f7 – Czarny pionek · g7 – Czarny pionek · c6 – Czarny pionek · e6 – Czarny pionek · f6 – Czarny hetman · h6 – Czarny pionek · d5 – Czarny pionek · c4 – Biały pionek · d4 – Biały pionek · b3 – Biały hetman · c3 – Biały skoczek · f3 – Biały skoczek · a2 – Biały pionek · b2 – Biały pionek · e2 – Biały pionek · f2 – Biały pionek · g2 – Biały pionek · h2 – Biały pionek · a1 – Biała wieża · e1 – Biały król · f1 – Biały goniec · h1 – Biała wieża | a8 – Czarna wieża · b8 – Czarny skoczek · c8 – Czarny goniec · e8 – Czarny król · f8 – Czarny goniec · h8 – Czarna wieża · a7 – Czarny pionek · b7 – Czarny pionek · f7 – Czarny pionek · g7 – Czarny pionek · c6 – Czarny pionek · e6 – Czarny pionek · f6 – Czarny hetman · h6 – Czarny pionek · d5 – Czarny pionek · c4 – Biały pionek · d4 – Biały pionek · b3 – Biały hetman · c3 – Biały skoczek · f3 – Biały skoczek · a2 – Biały pionek · b2 – Biały pionek · e2 – Biały pionek · f2 – Biały pionek · g2 – Biały pionek · h2 – Biały pionek · a1 – Biała wieża · e1 – Biały król · f1 – Biały goniec · h1 – Biała wieża | 3 |
| 2 | a8 – Czarna wieża · b8 – Czarny skoczek · c8 – Czarny goniec · e8 – Czarny król · f8 – Czarny goniec · h8 – Czarna wieża · a7 – Czarny pionek · b7 – Czarny pionek · f7 – Czarny pionek · g7 – Czarny pionek · c6 – Czarny pionek · e6 – Czarny pionek · f6 – Czarny hetman · h6 – Czarny pionek · d5 – Czarny pionek · c4 – Biały pionek · d4 – Biały pionek · b3 – Biały hetman · c3 – Biały skoczek · f3 – Biały skoczek · a2 – Biały pionek · b2 – Biały pionek · e2 – Biały pionek · f2 – Biały pionek · g2 – Biały pionek · h2 – Biały pionek · a1 – Biała wieża · e1 – Biały król · f1 – Biały goniec · h1 – Biała wieża | a8 – Czarna wieża · b8 – Czarny skoczek · c8 – Czarny goniec · e8 – Czarny król · f8 – Czarny goniec · h8 – Czarna wieża · a7 – Czarny pionek · b7 – Czarny pionek · f7 – Czarny pionek · g7 – Czarny pionek · c6 – Czarny pionek · e6 – Czarny pionek · f6 – Czarny hetman · h6 – Czarny pionek · d5 – Czarny pionek · c4 – Biały pionek · d4 – Biały pionek · b3 – Biały hetman · c3 – Biały skoczek · f3 – Biały skoczek · a2 – Biały pionek · b2 – Biały pionek · e2 – Biały pionek · f2 – Biały pionek · g2 – Biały pionek · h2 – Biały pionek · a1 – Biała wieża · e1 – Biały król · f1 – Biały goniec · h1 – Biała wieża | a8 – Czarna wieża · b8 – Czarny skoczek · c8 – Czarny goniec · e8 – Czarny król · f8 – Czarny goniec · h8 – Czarna wieża · a7 – Czarny pionek · b7 – Czarny pionek · f7 – Czarny pionek · g7 – Czarny pionek · c6 – Czarny pionek · e6 – Czarny pionek · f6 – Czarny hetman · h6 – Czarny pionek · d5 – Czarny pionek · c4 – Biały pionek · d4 – Biały pionek · b3 – Biały hetman · c3 – Biały skoczek · f3 – Biały skoczek · a2 – Biały pionek · b2 – Biały pionek · e2 – Biały pionek · f2 – Biały pionek · g2 – Biały pionek · h2 – Biały pionek · a1 – Biała wieża · e1 – Biały król · f1 – Biały goniec · h1 – Biała wieża | a8 – Czarna wieża · b8 – Czarny skoczek · c8 – Czarny goniec · e8 – Czarny król · f8 – Czarny goniec · h8 – Czarna wieża · a7 – Czarny pionek · b7 – Czarny pionek · f7 – Czarny pionek · g7 – Czarny pionek · c6 – Czarny pionek · e6 – Czarny pionek · f6 – Czarny hetman · h6 – Czarny pionek · d5 – Czarny pionek · c4 – Biały pionek · d4 – Biały pionek · b3 – Biały hetman · c3 – Biały skoczek · f3 – Biały skoczek · a2 – Biały pionek · b2 – Biały pionek · e2 – Biały pionek · f2 – Biały pionek · g2 – Biały pionek · h2 – Biały pionek · a1 – Biała wieża · e1 – Biały król · f1 – Biały goniec · h1 – Biała wieża | a8 – Czarna wieża · b8 – Czarny skoczek · c8 – Czarny goniec · e8 – Czarny król · f8 – Czarny goniec · h8 – Czarna wieża · a7 – Czarny pionek · b7 – Czarny pionek · f7 – Czarny pionek · g7 – Czarny pionek · c6 – Czarny pionek · e6 – Czarny pionek · f6 – Czarny hetman · h6 – Czarny pionek · d5 – Czarny pionek · c4 – Biały pionek · d4 – Biały pionek · b3 – Biały hetman · c3 – Biały skoczek · f3 – Biały skoczek · a2 – Biały pionek · b2 – Biały pionek · e2 – Biały pionek · f2 – Biały pionek · g2 – Biały pionek · h2 – Biały pionek · a1 – Biała wieża · e1 – Biały król · f1 – Biały goniec · h1 – Biała wieża | a8 – Czarna wieża · b8 – Czarny skoczek · c8 – Czarny goniec · e8 – Czarny król · f8 – Czarny goniec · h8 – Czarna wieża · a7 – Czarny pionek · b7 – Czarny pionek · f7 – Czarny pionek · g7 – Czarny pionek · c6 – Czarny pionek · e6 – Czarny pionek · f6 – Czarny hetman · h6 – Czarny pionek · d5 – Czarny pionek · c4 – Biały pionek · d4 – Biały pionek · b3 – Biały hetman · c3 – Biały skoczek · f3 – Biały skoczek · a2 – Biały pionek · b2 – Biały pionek · e2 – Biały pionek · f2 – Biały pionek · g2 – Biały pionek · h2 – Biały pionek · a1 – Biała wieża · e1 – Biały król · f1 – Biały goniec · h1 – Biała wieża | a8 – Czarna wieża · b8 – Czarny skoczek · c8 – Czarny goniec · e8 – Czarny król · f8 – Czarny goniec · h8 – Czarna wieża · a7 – Czarny pionek · b7 – Czarny pionek · f7 – Czarny pionek · g7 – Czarny pionek · c6 – Czarny pionek · e6 – Czarny pionek · f6 – Czarny hetman · h6 – Czarny pionek · d5 – Czarny pionek · c4 – Biały pionek · d4 – Biały pionek · b3 – Biały hetman · c3 – Biały skoczek · f3 – Biały skoczek · a2 – Biały pionek · b2 – Biały pionek · e2 – Biały pionek · f2 – Biały pionek · g2 – Biały pionek · h2 – Biały pionek · a1 – Biała wieża · e1 – Biały król · f1 – Biały goniec · h1 – Biała wieża | a8 – Czarna wieża · b8 – Czarny skoczek · c8 – Czarny goniec · e8 – Czarny król · f8 – Czarny goniec · h8 – Czarna wieża · a7 – Czarny pionek · b7 – Czarny pionek · f7 – Czarny pionek · g7 – Czarny pionek · c6 – Czarny pionek · e6 – Czarny pionek · f6 – Czarny hetman · h6 – Czarny pionek · d5 – Czarny pionek · c4 – Biały pionek · d4 – Biały pionek · b3 – Biały hetman · c3 – Biały skoczek · f3 – Biały skoczek · a2 – Biały pionek · b2 – Biały pionek · e2 – Biały pionek · f2 – Biały pionek · g2 – Biały pionek · h2 – Biały pionek · a1 – Biała wieża · e1 – Biały król · f1 – Biały goniec · h1 – Biała wieża | 2 |
| 1 | a8 – Czarna wieża · b8 – Czarny skoczek · c8 – Czarny goniec · e8 – Czarny król · f8 – Czarny goniec · h8 – Czarna wieża · a7 – Czarny pionek · b7 – Czarny pionek · f7 – Czarny pionek · g7 – Czarny pionek · c6 – Czarny pionek · e6 – Czarny pionek · f6 – Czarny hetman · h6 – Czarny pionek · d5 – Czarny pionek · c4 – Biały pionek · d4 – Biały pionek · b3 – Biały hetman · c3 – Biały skoczek · f3 – Biały skoczek · a2 – Biały pionek · b2 – Biały pionek · e2 – Biały pionek · f2 – Biały pionek · g2 – Biały pionek · h2 – Biały pionek · a1 – Biała wieża · e1 – Biały król · f1 – Biały goniec · h1 – Biała wieża | a8 – Czarna wieża · b8 – Czarny skoczek · c8 – Czarny goniec · e8 – Czarny król · f8 – Czarny goniec · h8 – Czarna wieża · a7 – Czarny pionek · b7 – Czarny pionek · f7 – Czarny pionek · g7 – Czarny pionek · c6 – Czarny pionek · e6 – Czarny pionek · f6 – Czarny hetman · h6 – Czarny pionek · d5 – Czarny pionek · c4 – Biały pionek · d4 – Biały pionek · b3 – Biały hetman · c3 – Biały skoczek · f3 – Biały skoczek · a2 – Biały pionek · b2 – Biały pionek · e2 – Biały pionek · f2 – Biały pionek · g2 – Biały pionek · h2 – Biały pionek · a1 – Biała wieża · e1 – Biały król · f1 – Biały goniec · h1 – Biała wieża | a8 – Czarna wieża · b8 – Czarny skoczek · c8 – Czarny goniec · e8 – Czarny król · f8 – Czarny goniec · h8 – Czarna wieża · a7 – Czarny pionek · b7 – Czarny pionek · f7 – Czarny pionek · g7 – Czarny pionek · c6 – Czarny pionek · e6 – Czarny pionek · f6 – Czarny hetman · h6 – Czarny pionek · d5 – Czarny pionek · c4 – Biały pionek · d4 – Biały pionek · b3 – Biały hetman · c3 – Biały skoczek · f3 – Biały skoczek · a2 – Biały pionek · b2 – Biały pionek · e2 – Biały pionek · f2 – Biały pionek · g2 – Biały pionek · h2 – Biały pionek · a1 – Biała wieża · e1 – Biały król · f1 – Biały goniec · h1 – Biała wieża | a8 – Czarna wieża · b8 – Czarny skoczek · c8 – Czarny goniec · e8 – Czarny król · f8 – Czarny goniec · h8 – Czarna wieża · a7 – Czarny pionek · b7 – Czarny pionek · f7 – Czarny pionek · g7 – Czarny pionek · c6 – Czarny pionek · e6 – Czarny pionek · f6 – Czarny hetman · h6 – Czarny pionek · d5 – Czarny pionek · c4 – Biały pionek · d4 – Biały pionek · b3 – Biały hetman · c3 – Biały skoczek · f3 – Biały skoczek · a2 – Biały pionek · b2 – Biały pionek · e2 – Biały pionek · f2 – Biały pionek · g2 – Biały pionek · h2 – Biały pionek · a1 – Biała wieża · e1 – Biały król · f1 – Biały goniec · h1 – Biała wieża | a8 – Czarna wieża · b8 – Czarny skoczek · c8 – Czarny goniec · e8 – Czarny król · f8 – Czarny goniec · h8 – Czarna wieża · a7 – Czarny pionek · b7 – Czarny pionek · f7 – Czarny pionek · g7 – Czarny pionek · c6 – Czarny pionek · e6 – Czarny pionek · f6 – Czarny hetman · h6 – Czarny pionek · d5 – Czarny pionek · c4 – Biały pionek · d4 – Biały pionek · b3 – Biały hetman · c3 – Biały skoczek · f3 – Biały skoczek · a2 – Biały pionek · b2 – Biały pionek · e2 – Biały pionek · f2 – Biały pionek · g2 – Biały pionek · h2 – Biały pionek · a1 – Biała wieża · e1 – Biały król · f1 – Biały goniec · h1 – Biała wieża | a8 – Czarna wieża · b8 – Czarny skoczek · c8 – Czarny goniec · e8 – Czarny król · f8 – Czarny goniec · h8 – Czarna wieża · a7 – Czarny pionek · b7 – Czarny pionek · f7 – Czarny pionek · g7 – Czarny pionek · c6 – Czarny pionek · e6 – Czarny pionek · f6 – Czarny hetman · h6 – Czarny pionek · d5 – Czarny pionek · c4 – Biały pionek · d4 – Biały pionek · b3 – Biały hetman · c3 – Biały skoczek · f3 – Biały skoczek · a2 – Biały pionek · b2 – Biały pionek · e2 – Biały pionek · f2 – Biały pionek · g2 – Biały pionek · h2 – Biały pionek · a1 – Biała wieża · e1 – Biały król · f1 – Biały goniec · h1 – Biała wieża | a8 – Czarna wieża · b8 – Czarny skoczek · c8 – Czarny goniec · e8 – Czarny król · f8 – Czarny goniec · h8 – Czarna wieża · a7 – Czarny pionek · b7 – Czarny pionek · f7 – Czarny pionek · g7 – Czarny pionek · c6 – Czarny pionek · e6 – Czarny pionek · f6 – Czarny hetman · h6 – Czarny pionek · d5 – Czarny pionek · c4 – Biały pionek · d4 – Biały pionek · b3 – Biały hetman · c3 – Biały skoczek · f3 – Biały skoczek · a2 – Biały pionek · b2 – Biały pionek · e2 – Biały pionek · f2 – Biały pionek · g2 – Biały pionek · h2 – Biały pionek · a1 – Biała wieża · e1 – Biały król · f1 – Biały goniec · h1 – Biała wieża | a8 – Czarna wieża · b8 – Czarny skoczek · c8 – Czarny goniec · e8 – Czarny król · f8 – Czarny goniec · h8 – Czarna wieża · a7 – Czarny pionek · b7 – Czarny pionek · f7 – Czarny pionek · g7 – Czarny pionek · c6 – Czarny pionek · e6 – Czarny pionek · f6 – Czarny hetman · h6 – Czarny pionek · d5 – Czarny pionek · c4 – Biały pionek · d4 – Biały pionek · b3 – Biały hetman · c3 – Biały skoczek · f3 – Biały skoczek · a2 – Biały pionek · b2 – Biały pionek · e2 – Biały pionek · f2 – Biały pionek · g2 – Biały pionek · h2 – Biały pionek · a1 – Biała wieża · e1 – Biały król · f1 – Biały goniec · h1 – Biała wieża | 1 |
|   | a | b | c | d | e | f | g | h |   |

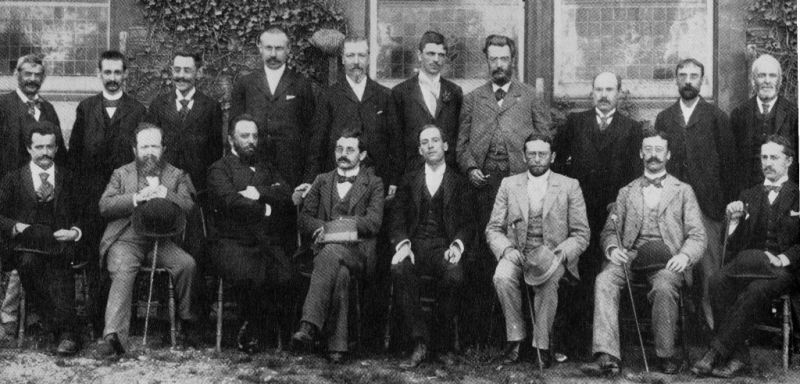
Uczestnicy turnieju w 1895 roku

Turniej szachowy w Hastings (ang. Hastings International Chess Congress) – najstarszy na świecie cykliczny turniej szachowy, rozgrywany corocznie na przełomie lat w angielskim mieście Hastings.

## Historia
Turniej główny nosi nazwę Hastings Premier i po raz pierwszy rozegrany został na przełomie 1920 i 1921 roku. Aż do edycji 2003/04 był rozgrywany w formule kołowej z udziałem od 10 do 16 zawodników. W edycji 2004/05 zastosowano system pucharowy, a od kolejnej – system szwajcarski. Poza turniejem głównym odbywają się również turnieje niższej rangi.
W czasie wieloletniej historii, poza edycjami noworocznymi odbyły się również cztery turnieje letnie, z których najsłynniejszym był turniej rozegrany w dniach od 5 sierpnia do 2 września 1895 r. z udziałem m.in. Michaiła Czigorina, Emanuela Laskera, Siegberta Tarrascha i Wilhelma Steinitza, a w którym sensacyjnym zwycięzcą został Harry Pillsbury.
W turniejach w Hastings startowało jedenastu z pierwszych dwunastu mistrzów świata (jedynym, który nie wystąpił w Hastings był Bobby Fischer): Wilhelm Steinitz (1895), Emanuel Lasker (1895), José Raúl Capablanca (1919, 1929/30, 1930/31, 1934/35), Aleksandr Alechin (1922, 1925/26, 1933/34, 1936/37), Max Euwe (1923/24, 1930/31, 1931/32, 1934/35, 1945/46, 1949/50), Michaił Botwinnik (1934/35, 1961/62, 1966/67), Wasilij Smysłow (1954/55, 1962/63, 1968/69), Michaił Tal (1963/64), Tigran Petrosjan (1977/78), Boris Spasski (1965/66) oraz Anatolij Karpow (1971/72). Jednak tylko dwóch z nich tytułowało się mistrzami świata podczas uczestnictwa w zawodach (Emanuel Lasker w 1895 oraz Aleksandr Alechin w 1933/34).
Poza mistrzami świata, w turniejach Hastings Premier startowały również dwie mistrzynie świata: Vera Menchik (siedmiokrotnie, pomiędzy edycjami 1929/30 i 1936/37) oraz Nona Gaprindaszwili (1964/65). W teorii debiutów nazwę Hastings nosi jeden z wariantów gambitu hetmańskiego nieprzyjętego, który powstaje po posunięciach: 1.d4 d5 2.c4 e6 3.Sf3 Sf6 4.Gg5 h6 5.G:f6 H:f6 6.Sc3 c6 7.Hb3. Po raz pierwszy pozycja ta powstała w partii Victor Berger – George Alan Thomas rozegranej podczas edycji 1926/27.

## Zwycięzcy dotychczasowych turniejów

### edycje noworoczne(Hastings International Chess Congress)
| Edycja | Lata    | Zwycięzcy |
| ------ | ------- | --- |
| 1      | 1920/21 | Frederick Yates                                                                                                |
| 2      | 1921/22 | Borislav Kostić                                                                                                |
| 3      | 1922/23 | Akiba Rubinstein                                                                                               |
| 4      | 1923/24 | Max Euwe |
| 5      | 1924/25 | Géza Maróczy, Ksawery Tartakower                                                                               |
| 6      | 1925/26 | Aleksandr Alechin, Milan Vidmar                                                                                |
| 7      | 1926/27 | Ksawery Tartakower                                                                                             |
| 8      | 1927/28 | Ksawery Tartakower                                                                                             |
| 9      | 1928/29 | Edgard Colle, Frank Marshall, Sándor Takács                                                                    |
| 10     | 1929/30 | José Raúl Capablanca                                                                                           |
| 11     | 1930/31 | Max Euwe |
| 12     | 1931/32 | Salomon Flohr                                                                                                  |
| 13     | 1932/33 | Salomon Flohr                                                                                                  |
| 14     | 1933/34 | Salomon Flohr                                                                                                  |
| 15     | 1934/35 | Max Euwe, George Alan Thomas, Salomon Flohr                                                                    |
| 16     | 1935/36 | Reuben Fine |
| 17     | 1936/37 | Aleksandr Alechin                                                                                              |
| 18     | 1937/38 | Samuel Reshevsky                                                                                               |
| 19     | 1938/39 | László Szabó                                                                                                   |
| 20     | 1939/40 | Frank Parr |
| 21     | 1945/46 | Ksawery Tartakower                                                                                             |
| 22     | 1946/47 | Conel Hugh O’Donel Alexander                                                                                   |
| 23     | 1947/48 | László Szabó                                                                                                   |
| 24     | 1948/49 | Nicolas Rossolimo                                                                                              |
| 25     | 1949/50 | László Szabó                                                                                                   |
| 26     | 1950/51 | Wolfgang Unzicker                                                                                              |
| 27     | 1951/52 | Svetozar Gligorić                                                                                              |
| 28     | 1952/53 | Harry Golombek, Antonio Medina García, Jonathan Penrose, Daniel Yanofsky                                       |
| 29     | 1953/54 | Conel Hugh O’Donel Alexander, Dawid Bronstein                                                                  |
| 30     | 1954/55 | Paul Keres, Wasilij Smysłow                                                                                    |
| 31     | 1955/56 | Wiktor Korcznoj, Fridrik Olafsson                                                                              |
| 32     | 1956/57 | Svetozar Gligorić, Bent Larsen                                                                                 |
| 33     | 1957/58 | Paul Keres |
| 34     | 1958/59 | Wolfgang Uhlmann                                                                                               |
| 35     | 1959/60 | Svetozar Gligorić                                                                                              |
| 36     | 1960/61 | Svetozar Gligorić                                                                                              |
| 37     | 1961/62 | Michaił Botwinnik                                                                                              |
| 38     | 1962/63 | Svetozar Gligorić, Aleksandr Kotow                                                                             |
| 39     | 1963/64 | Michaił Tal |
| 40     | 1964/65 | Paul Keres |
| 41     | 1965/66 | Boris Spasski, Wolfgang Uhlmann                                                                                |
| 42     | 1966/67 | Michaił Botwinnik                                                                                              |
| 43     | 1967/68 | Florin Gheorghiu, Vlastimil Hort, Leonid Stein, Aleksiej Suetin                                                |
| 44     | 1968/69 | Wasilij Smysłow                                                                                                |
| 45     | 1969/70 | Lajos Portisch                                                                                                 |
| 46     | 1970/71 | Lajos Portisch                                                                                                 |
| 47     | 1971/72 | Anatolij Karpow, Wiktor Korcznoj                                                                               |
| 48     | 1972/73 | Bent Larsen |
| 49     | 1973/74 | Giennadij Kuźmin, László Szabó, Michaił Tal, Jan Timman                                                        |
| 50     | 1974/75 | Vlastimil Hort                                                                                                 |
| 51     | 1975/76 | Dawid Bronstein, Vlastimil Hort, Wolfgang Uhlmann                                                              |
| 52     | 1976/77 | Oleg Romaniszyn                                                                                                |
| 53     | 1977/78 | Roman Dżindżichaszwili                                                                                         |
| 54     | 1978/79 | Ulf Andersson                                                                                                  |
| 55     | 1979/80 | Ulf Andersson, John Nunn                                                                                       |
| 56     | 1980/81 | Ulf Andersson                                                                                                  |
| 57     | 1981/82 | Wiktor Kuprejczyk                                                                                              |
| 58     | 1982/83 | Rafael Waganian                                                                                                |
| 59     | 1983/84 | Lars Karlsson, Jonathan Speelman                                                                               |
| 60     | 1984/85 | Jewgienij Swiesznikow                                                                                          |
| 61     | 1985/86 | Margeir Petursson                                                                                              |
| 62     | 1986/87 | Murray Chandler, Bent Larsen, Symbat Lyputian, Jonathan Speelman                                               |
| 63     | 1987/88 | Nigel Short |
| 64     | 1988/89 | Nigel Short |
| 65     | 1989/90 | Siergiej Dołmatow                                                                                              |
| 66     | 1990/91 | Jewgienij Bariejew                                                                                             |
| 67     | 1991/92 | Jewgienij Bariejew                                                                                             |
| 68     | 1992/93 | Judit Polgár, Jewgienij Bariejew                                                                               |
| 69     | 1993/94 | John Nunn |
| 70     | 1994/95 | Thomas Luther                                                                                                  |
| 71     | 1995/96 | Stuart Conquest, Aleksander Chalifman, Bogdan Lalić                                                            |
| 72     | 1996/97 | Mark Hebden, John Nunn, Eduardas Rozentalis                                                                    |
| 73     | 1997/98 | Matthew Sadler                                                                                                 |
| 74     | 1998/99 | Ivan Sokolov                                                                                                   |
| 75     | 1999/00 | Emil Sutowski                                                                                                  |
| 76     | 2000/01 | Stuart Conquest, Krishnan Sasikiran                                                                            |
| 77     | 2001/02 | Aleksiej Barsow, Pentala Harikrishna, Krishnan Sasikiran                                                       |
| 78     | 2002/03 | Peter Heine Nielsen                                                                                            |
| 79     | 2003/04 | Vasilios Kotronias, Jonathan Rowson                                                                            |
| 80     | 2004/05 | Władimir Biełow                                                                                                |
| 81     | 2005/06 | Walerij Niewierow                                                                                              |
| 82     | 2006/07 | Merab Gagunaszwili, Walerij Niewierow                                                                          |
| 83     | 2007/08 | Wadim Małachatko, Nidżat Mamedow, Walerij Niewierow                                                            |
| 84     | 2008/09 | Igor Kurnosow                                                                                                  |
| 85     | 2009/10 | Andrei Istratescu, Romain Édouard, David Howell, Mark Hebden                                                   |
| 86     | 2010/11 | Deep Sengupta, Arghyadip Das                                                                                   |
| 87     | 2011/12 | Wang Yue |
| 88     | 2012/13 | Gawain Jones                                                                                                   |
| 89     | 2013/14 | Micheil Mczedliszwili, Igor Chenkin, Ma Qun, Mark Hebden, Jahongir Wachidow, Justin Sarkar, Jovica Radovanović |
| 90     | 2014/15 | Zhao Jun |

### edycje letnie(Summer Congress)
| Edycja | Lata | Zwycięzcy            |
| ------ | ---- | -------------------- |
| 1      | 1895 | Harry Pillsbury      |
| 2      | 1919 | José Raúl Capablanca |
| 3      | 1922 | Aleksandr Alechin    |
| 4      | 1995 | Suat Atalık          |